# Luxemburger Filmpreis 2014
Der 6. Luxemburger Filmpreis wurde am 7. März 2014 im GoodBye Monopol 2, dem ehemaligen Lagerhaus des Monopol-Ladens in der Escher Straße in der Stadt Luxemburg, statt. Die 700 Gäste wurden von Gabriel Boisanté durch den Abend geführt. Die Gruppe De Läb hatte an diesem Abend einen Auftritt.

## Jury und Auswahl
Um die Preise konkurrierten 15 Kurzfilme, 24 Koproduktionen, 3 Spielfilme, 10 Dokumentarfilme und 4 Animationsfilme. Anstelle einer Jury wählten 2014 erstmals die 430 Mitglieder der Filmakademie die in ihren Augen besten Filme aus.
Erstmals wurde nicht mehr automatisch auch jede Person nominiert, die für die Kategorien „Bester künstlerischer Beitrag“ und „Bester technischer Beitrag“ in Frage kam und für die eine Kandidatur eingereicht wurde. Die Veranstalter führten eine Vorauswahl durch und pro Kategorie wurden maximal 30 Personen nominiert.
Der „Prix du jeune espoir“, den es bereits 2009 nicht mehr gab, bevor er 2012 zurückkehrte, wurde wieder abgeschafft.

## Preisträger

### Bester luxemburgischer Film
- Doudege Wénkel von Christophe Wagner
  - Schatzritter und das Geheimnis von Melusina von Laura Schroeder
  - Heemwéi von Sacha Bachim

### Bester Fiction-Kurzfilm
- 22:22 von Julien Becker
  - Antoine vom Cyrus Neshvad
  - Asta von Oliver Koos
  - Errances von Marlyène Andrin
  - Do You Believe in Magic? von Brice Montagne
  - Gëff eens von Eric Lamhène
  - Le chagrin des ogresses von Myriam Muller
  - Le faux départ von Thierry Besseling
  - Manon von Quentin Montagne
  - Serena vo nEric Lamhène
  - Géi du scho mol vir von Govinda Van Maele

### Bester animierter Kurzfilm
- Mr Hublot von Laurent Witz und Alexandre Espigares
  - Emilie von Olivier Pesch
  - Pipì, Pupù & Rosmary von Enzo d'Alò
  - The Night Light Monster von Nicola Coppack

### Beste Animationskoproduktion
- Ernest & Célestine von Stéphane Aubier, Vincent Patar und Benjamin Renner
  - Le jour des corneilles von Jean-Christophe Dessaint
  - Pinocchio von Enzo D’Alò
  - The Congress von Ari Folman

### Beste Fiction-Koproduktion
- Hannah Arendt von Margarethe von Trotta
  - À perdre la raison von Joachim Lafosse
  - Adieu Paris von Franziska Buch
  - Allez Eddy von Gert Embrechts
  - Arrêtez-moi von Jean-Paul Lilienfeld
  - Bevor der Winter kommt von Philippe Claudel
  - Belle du seigneur von Glenio Bonder
  - Boule & Bill – Zwei Freunde Schnief und Schnuff von Alexandre Charlot a Franck Magnier
  - Dead Man Talking von Patrick Ridremont
  - Die Erfindung der Liebe von Lola Randl
  - J'enrage de son absence von Sandrine Bonnaire
  - La clinique de l'amour von Artus de Penguern
  - La confrérie des larmes von Jean-Baptiste Andrea
  - La traversée von Jérôme Cornuau
  - Les âmes de papier von Vincent Lannoo
  - Love Eternal von Brendan Muldowney
  - Mobile home von François Pirot
  - Die Möbius-Affäre von Eric Rochant
  - Silent City von Threes Anna
  - Sous le figuier von Anne-Marie Etienne
  - Tango libre von Frédéric Fonteyne
  - Tip Top von Serge Bozon
  - Une histoire d'amour von Hélène Fillières
  - Vijay and I von Sam Garbarski

### Bester Dokumentarfilm
- Never Die Young von Pol Cruchten
  - Atelier Luxembourg von Yann Tonnar
  - Cello Tales von Anne Schiltz
  - Charges communes von Anne Schiltz a Charlotte Grégoire
  - D'Fifties von Andy Bausch
  - Nak Muay vno Christina Muno, Frank Muno, Raoul Schmitz
  - Naked Opera von Angela Christlieb
  - Orangerie von Anne Schiltz an dem Benoît Majerus
  - Sweetheart Come von Jacques Molitor
  - Terra mia terra nostra von Donato Rotunno

### Bester künstlerischer Beitrag
- den Schauspieler Jules Werner für seine Rolle in Doudege Wénkel

### Bester technischer Beitrag
- Jako Raybaut für seine Kameraarbeit an Doudege Wénkel